# IC 2227
IC 2227 је елиптична галаксија у сазвјежђу Рис која се налази на листи објеката дубоког неба у Индекс каталогу.
Деклинација објекта је + 36° 14' 0" а ректасцензија 8h 7m 7,1s. Привидна величина (магнитуда) објекта IC 2227 износи 13,9 а фотографска магнитуда 14,9. IC 2227 је још познат и под ознакама CGCG 178-28, PGC 22787.